# Radev Point
Der Radev Point (englisch; bulgarisch Радев нос Radew nos) ist eine niedrige Landspitze, die den südöstlichen Ausläufer von Rugged Island im Archipel der Südlichen Shetlandinseln bildet. Sie ragt 4,5 km östlich des Benson Point, 1,05 km südwestlich des Vund Point und 2,62 km westlich des Laager Point in die Osogovo Bay hinein.
Britische Wissenschaftler kartierten sie 1968, spanische 1992 und bulgarische in den Jahren 2005 sowie 2009. Die bulgarische Kommission für Antarktische Geographische Namen benannte sie 2006 nach dem bulgarischen Historiker, Schriftsteller und Diplomaten Simeon Radew (1879–1967).